# Tylorida cylindrata
Tylorida cylindrata là một loài nhện trong họ Tetragnathidae.
Loài này thuộc chi Tylorida. Tylorida cylindrata được miêu tả năm 1991 bởi Wang.